# Lijst van Sloveense nationale wegen
De nationale wegen in Slovenië (Sloveens: Glavna cesta) vormen een netwerk dat de belangrijke steden met elkaar verbindt op plaatsen waar geen autosnelwegen liggen. De wegen worden in de schrijftaal aangeduid met het prefix 'G' van Glavna cesta. Op de bewegwijzering wordt echter geen prefix gebruikt. 
De nationale wegen worden onderverdeeld in twee klassen. In de 1e klasse zitten wegen met een wegnummer van G1 tot en met G12 en in de 2e klasse zitten de wegen van G101 tot en met G112.

## 1e klasse
| Schild | Nummer | Route                                                                        | Lengte  |
| ------ | ------ | ---------------------------------------------------------------------------- | ------- |
|        | G1     | Oostenrijk (B80) - Dravograd - Maribor - Miklavž na Dravskem polju - Hajdina | 86,7 km |
|        | G2     | Slovenska Bistrica - Hajdina - Ptuj - Ormož - Kroatië (D208)                 | 57,6 km |
|        | G4     | Dravograd - Slovenj Gradec - Velenje - Arja vas                              | 51,2 km |
|        | G5     | A1 - Celje - Zidani Most - Krško - Drnovo                                    | 70,6 km |
|        | G6     | Postojna - Ilirska Bistrica - Jelšane - Kroatië (A7)                         | 43,2 km |
|        | G7     | Kroatië (D8) - Starod - Kozina - Krvavi Potok - Italië (SR14)                | 30,3 km |
|        | G8     | Šentvid - Ljubljana (H3)                                                     | 2,9 km  |
|        | G9     | Hajdina - Kroatië (A2)                                                       | 18,1 km |
|        | G11    | Koper - Dragonja - Kroatië (D21)                                             | 17,1 km |
|        | G12    | Razdrto - Podnanos                                                           | 10,4 km |

## 2e klasse
| Schild | Nummer | Route                                                                                               | Lengte  |
| ------ | ------ | --------------------------------------------------------------------------------------------------- | ------- |
|        | G101   | Oostenrijk (B91) - Bistrica pri Tržiču - Podbrezje                                                  | 17,2 km |
|        | G102   | Italië (SS54) - Kobarid - Tolmin - Idrija - Kalce - Logatec                                         | 96,9 km |
|        | G103   | Tolmin - Nova Gorica - Šempeter                                                                     | 41,0 km |
|        | G104   | Kranj - Mengeš - Trzin - Ljubljana                                                                  | 29,9 km |
|        | G105   | Novo Mesto - Metlika - Kroatië (D6)                                                                 | 32,5 km |
|        | G106   | Ljubljana - Škofljica - Ribnica - Kočevje - Petrina - Kroatië (D203) zijtak: Škofljica - Šmarje Sap | 85,4 km |
|        | G107   | Celje - Šentjur - Šmarje pri Jelšah - Rogatec - Kroatië (D207)                                      | 47,5 km |
|        | G108   | Ljubljana - Litija - Zagorje ob Savi - Zidani Most                                                  | 64,6 km |
|        | G109   | Lendava - Petišovci - Kroatië (D209)                                                                | 4,5 km  |
|        | G111   | Koper - Izola - Sečovlje - Kroatië (D200)                                                           | 20,8 km |
|        | G112   | Poljana - Ravne na Koroškem - Dravograd                                                             | 18,9 km |